# Dowód rzeczowy nr 1
Dowód rzeczowy nr 1 – czwarty album studyjny białostockiego rapera Piha. Został wydany 6 listopada 2010 roku nakładem Step Records.
Album był promowany utworami „Zasznurowane usta, zaciśnięta pięść”, „Brutalna leksyka”, „Gloria Victis”, „Puszka Pandory” z udziałem warszawskiego rapera Chady, „Śniadanie mistrzów” z udziałem  Pezeta i Pei oraz „Szatańskie wersety” z udziałem Kaczora, Słonia i Shelleriniego. Do wszystkich singli powstały teledyski.
Płyta zadebiutowała na 13. miejscu listy OLiS w Polsce. Dowód rzeczowy nr 1 został polską płytą roku 2010 według serwisu Hip-hop.pl i WuDoo. W 2013 nagrania uzyskały certyfikat złotej płyty.

## Lista utworów
Opracowano na podstawie materiału źródłowego.
1. „Wstęp surowo wzbroniony (Intro)” (produkcja, miksowanie: DNA; mastering: Puzzel) – 1:56
2. „Weneckie lustro” (produkcja, miksowanie: DNA; mastering: Puzzel) – 5:13
3. „Ambicje nie dają mi żyć (Peiha Polish Pride)” (produkcja: Kaszpir Majki Ksp, Poszwix; miksowanie: DNA; mastering: Puzzel) – 4:36
4. „Brutalna leksyka” (produkcja: Magiera; scratche: DJ Perc; miksowanie: DNA; mastering: Puzzel) – 4:53
5. „Czas” (produkcja, miksowanie: DNA; scratche: DJ Perc; mastering: Puzzel) – 3:31
6. „Zgniłych sumień cmentarz” (produkcja, miksowanie: DNA; mastering: Puzzel) – 4:12
7. „Femme fatale” (produkcja, miksowanie: DNA; mastering: Puzzel) – 4:46
8. „Gloria victis” (produkcja, miksowanie: DNA; scratche: DJ Soina; mastering: Puzzel) – 4:28
9. „Dokument (Słodko-gorzki Smak)” (produkcja: Dawid Gutjar; miksowanie: DNA; mastering: Puzzel) – 4:54
10. „Śniadanie mistrzów” (produkcja, miksowanie: DNA; gośc. Pezet, Peja; mastering: Puzzel) – 4:45
11. „100g (szyja)” (produkcja, mastering: Puzzel; gitara basowa: Marcin „Woźny” Woźnowski; miksowanie: DNA) – 4:55
12. „Szatańskie wersety” (produkcja, miksowanie: DNA; gośc. Słoń, Kaczor, Shellerini; mastering: Puzzel) – 4:54
13. „Puszka Pandory” (produkcja: Poszwix; gośc. Chada; miksowanie: DNA; mastering: Puzzel) – 4:47
14. „Zasznurowane usta, zaciśnięta pięść” (produkcja: Poszwix; miksowanie: DNA; mastering: Puzzel) – 4:08